# Sukarno
Sukarno, pseudonimo di Kusno Sosrodihardjo (Surabaya, 6 giugno 1901 – Giacarta, 21 giugno 1970), è stato un politico indonesiano, primo Presidente dell'Indonesia.
Aiutò la nazione ad ottenere l'indipendenza dai Paesi Bassi e fu presidente dal 1945 al 1967, assistendo in quel ruolo all'alterno successo nella turbolenta transizione all'indipendenza. Presidente d'ideologia nazionalista, Sukarno fu costretto ad abbandonare il potere da uno dei suoi generali, Suharto, cui venne concesso il titolo formale di presidente nel marzo 1967.
Il nome di Sukarno viene talvolta scritto come Soekarno e gli indonesiani lo ricordano anche come Bung Karno. Come molte persone dell'isola di Giava, non aveva un cognome. Megawati Sukarnoputri, ex presidente indonesiana, è sua figlia.

## Biografia

### Origini e formazione

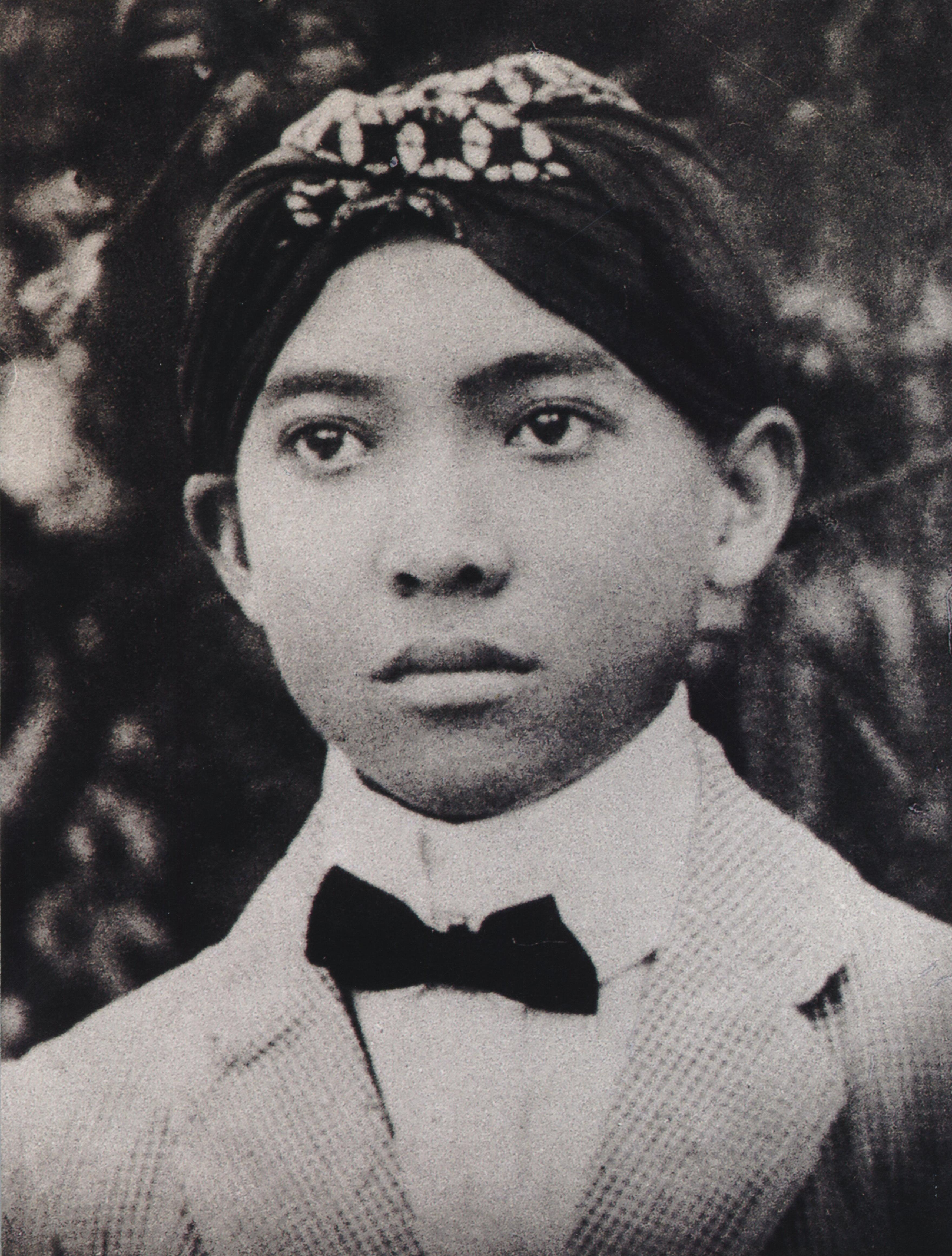
Il giovane Sukarno

Figlio di un nobile dell'isola di Giava e della sua moglie balinese della Reggenza di Buleleng, nacque a Surabaya (anche se diverse fonti dicono che nacque a Blitar, nella parte orientale di Giava) nelle Indie orientali olandesi (l'odierna Indonesia).
Venne ammesso da bambino in una scuola coloniale olandese.
Quando suo padre lo mandò a Surabaya nel 1916 per frequentare le scuole secondarie, vi incontrò Tjokroaminoto, un futuro nazionalista. Nel 1921 iniziò a studiare alla Technische Hoogeschool di Bandung. Ebbe modo di studiare diverse lingue straniere, in particolare l'olandese.

### La lotta per l'indipendenza
Sukarno divenne un capo del movimento indonesiano per l'indipendenza, Partai Nasional Indonesia, fondato nel 1927. Si impegnò nella lotta per l'indipendenza dall'Olanda, pensando che il Giappone avrebbe cominciato una guerra contro le potenze imperialiste occidentali e che Giava poteva ottenere la sua indipendenza con l'aiuto giapponese; venne tuttavia arrestato nel 1929 dalle autorità coloniali olandesi e condannato a due anni di prigione. Quando venne rilasciato era diventato un eroe popolare. Negli anni trenta venne arrestato ancora diverse volte e stava scontando una condanna su un'isola quando il Giappone prese il potere a Giacarta nel 1942.

### L'occupazione giapponese e la resistenza
Sia a Sumatra che a Giava c'erano forze che aiutarono i giapponesi contro gli olandesi, ma non collaborarono nel fornire il carburante per l'aviazione, che era così essenziale allo sforzo bellico giapponese. Bisognosi dell'appoggio locale per rifornire i cargo, i giapponesi riportarono Sukarno a Giacarta.
Anche se Sukarno si rifiutò sempre di parlare delle sue azioni nel corso della guerra, si deve notare che al suo ritorno e grazie all'uso della radio giapponese e di reti di altoparlanti installate su tutta Giava, i giapponesi ricevettero il loro carburante oltre a delle Romusha (unità di lavoratori volontari) e a delle Peta e Heiho (truppe di volontari di Giava), che alla metà del 1945 ammontavano a circa due milioni, e si preparavano a sconfiggere qualsiasi forza Alleata inviata a riconquistare Giava.
Il 10 novembre 1943 Sukarno venne decorato dall'Imperatore del Giappone a Tokio. Divenne anche capo del Badan Penyelidik Usaha Persiapan Kemerdekaan Indonesia (BPUPKI), il comitato organizzato dai giapponesi, attraverso il quale venne in seguito ottenuta l'indipendenza indonesiana.

### La presidenza della Repubblica e laPanca Sila
Dopo la sconfitta giapponese, Sukarno proclamò la Repubblica di Indonesia il 17 agosto 1945. La visione di Sukarno per la costituzione indonesiana del 1945 era riassunta nella la Panca Sila (in sanscrito: "cinque pilastri"). 
Tuttavia il parlamento indonesiano, fondato sulle basi di questa costituzione originale (e successivamente rivista), si dimostrò ingovernabile. Ciò era dovuto alle differenze inconciliabili tra le varie fazioni sociali, politiche, religiose ed etniche.
Nel caos che seguì, tra le varie fazioni e i tentativi olandesi di ristabilire il controllo coloniale, le truppe dei Paesi Bassi catturarono Sukarno nel dicembre 1948, ma furono costrette a rilasciarlo dopo il cessate il fuoco. Egli fece ritorno a Giacarta il 28 dicembre 1949.
Nel 1955 ospita la conferenza di Bandung che getterà le basi per la nascita del Movimento dei Paesi non allineati.
Ci furono ulteriori tentativi di colpo di Stato contro Sukarno nel 1956. Nel tentativo di ripristinare l'ordine, Sukarno fondò quella che chiamò "democrazia guidata", nella quale detenne un sempre maggior potere esecutivo, mantenendo al tempo stesso un parlamento multipartitico.

### La svolta autoritaria
Durante quest'ultima parte della sua presidenza, Sukarno si trovò ad affidarsi sempre più all'esercito e all'appoggio del PKI - il Partito Comunista Indonesiano.
Il 30 novembre 1957, ci fu un attacco condotto con delle granate contro Sukarno, mentre egli stava visitando una scuola a Giacarta. Sei bambini rimasero uccisi, ma Sukarno non subì alcuna grave ferita. In dicembre ordinò la nazionalizzazione di 246 imprese nederlandesi. In febbraio iniziò la repressione dei ribelli del PRRI (Pemerintah Revolusioner Republik Indonesia) a Bukittingi. Nel corso degli anni seguenti stabilì il controllo governativo sui media e sulle case editrici e purghe contro i residenti cinesi. Il 5 luglio 1959 ripristinò la costituzione del 1945, dissolse il parlamento, piegandolo ai suoi voleri e assumendo il pieno potere personale in qualità di primo ministro. Chiamò questo sistema di governo per decreto Manifesto Politik o Manipol. Mandò al confino i suoi avversari.

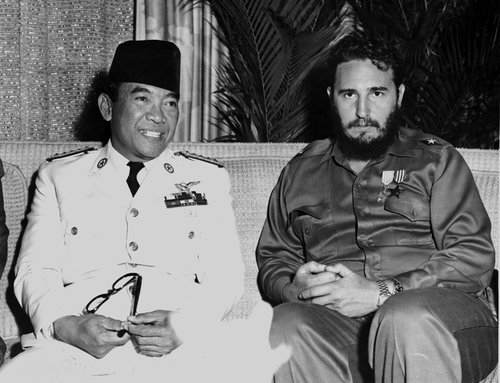
Sukarno con Fidel Castro nel 1960

Negli anni cinquanta aumentò i legami con la Repubblica Popolare Cinese ed ammise più comunisti nel suo governo. Iniziò anche ad accettare quantità sempre maggiori di aiuti militari sovietici. Nel marzo 1960 Sukarno dissolse l'Assemblea eletta e la sostituì con una nominata ed in agosto ruppe le relazioni diplomatiche con i Paesi Bassi a causa della Nuova Guinea Olandese (Papua Occidentale). 
Dopo che la Papua Occidentale si dichiarò indipendente nel dicembre del 1961, Sukarno ordinò delle incursioni nell'Irian Occidentale (Nuova Guinea Olandese). Ci fu un ulteriore tentativo di assassinio quando visitò Sulawesi nel 1962. 
L'Irian Occidentale venne portato sotto l'autorità indonesiana nel maggio 1963 in base a quanto previsto dal Piano Bunker. Nel luglio dello stesso anno Sukarno si fece proclamare presidente a vita.
Sukarno si oppose anche alla Federazione Malese appoggiata dai britannici, sostenendo che era un piano neocoloniale per portare avanti gli interessi del Regno Unito. Nonostante le sue aperture politiche, lo Stato di Malesia venne proclamato nel settembre 1963. Questo portò al confronto tra Indonesia e Malaysia (Konfrontasi) e alla fine del restante appoggio militare statunitense all'Indonesia. Sukarno ritirò l'Indonesia dal Consiglio di sicurezza delle Nazioni Unite nel 1965 e la Malesia ne prese il posto. Sukarno diveniva però sempre più ammalato e crollò in pubblico il 9 agosto 1965. Gli venne diagnosticata in segreto una malattia renale.

### La destituzione e la morte
La mattina del 1º ottobre 1965 alcune delle guardie personali di Sukarno lo rapirono e assassinarono sei generali, nel tentativo di fare un golpe. Il generale Suharto, col pretesto di riportare l'ordine, diede l'avvio a una campagna repressiva anticomunista a livello nazionale dei sospetti comunisti, gran parte dei quali erano contadini. Gli omicidi si concentrarono a Sumatra, Giava Est e Bali. All'epoca in cui cessarono, nel 1966, si stima che 3 milioni d'indonesiani erano stati massacrati dai soldati, polizia e vigilantes pro-Suharto. Anche i cinesi etnici vennero presi di mira, principalmente per motivi economici e razziali. Un rapporto ufficiale della CIA chiamò la purga «uno dei peggiori omicidi di massa del XX secolo».
La presa sul potere di Sukarno venne indebolita nella crisi, e alla fine il generale Suharto costrinse Sukarno a cedere il potere esecutivo l'11 marzo 1966. Sukarno venne spogliato della carica presidenziale dal parlamento provvisorio indonesiano il 12 marzo 1967 e rimase agli arresti domiciliari fino alla sua morte, avvenuta a sessantanove anni, nel 1970 a Giacarta.

### Le ipotesi sul rovesciamento
Ci sono molte speculazioni su chi innescò la crisi che portò alla rimozione di Sukarno. Mentre la versione ufficiale militare sostiene che il Partito Comunista Indonesiano (PKI) ordinò l'uccisione dei sei generali, altri incolpano Sukarno, ed altri ancora credono che Suharto orchestrò gli assassinii per eliminare i potenziali rivali alla presidenza. Esiste anche una versione secondo cui Sukarno venne rovesciato dagli Stati Uniti a causa del suo percepito comunismo e dei legami con Cina e Unione Sovietica.